# Teniente Gobernador de las Islas Marianas del Norte
La Mancomunidad de las Islas Marianas del Norte tiene un gobierno autónomo que consiste en un gobernador elegido localmente, el Teniente Gobernador y la Legislatura de la Mancomunidad de las Islas Marianas del Norte. 
El gobernador titular Eloy Inos murió el 28 de diciembre de 2015 en Seattle. Según el Artículo III, Sección 7 de la Constitución de la Mancomunidad de las Islas Marianas del Norte, "En caso de destitución, muerte o renuncia del gobernador, el vicegobernador o teniente gobernador se convertirá en gobernador y el presidente del Senado se convertirá en teniente gobernador.  El teniente gobernador Ralph Torres se convirtió en gobernador, y el presidente del Senado Victor Hocog se convirtió en teniente gobernador el 28 de diciembre de 2015.

## Listado de Tenientes Gobernadores
| Período       | Gobernador           | Partido       | Foto |
| ------------- | -------------------- | ------------- | ---- |
| 1978-1982     | Francisco Castro Ada | Demócrata     |      |
| 1982-1990     | Pedro A. Tenorio     | Republicano   |      |
| 1990-1994     | Benjamin Manglona    | Republicano   |      |
| 1994-1998     | Jesus C. Borja       | Demócrata     |      |
| 1998-2002     | Jesus R. Sablan      | Republicano   |      |
| 2002-2006     | Diego Benavente      | Republicano   |      |
| 2006-2009     | Timothy Villagomez   | Convenio      |      |
| 2009-2013     | Eloy Inos            | Convenio      |      |
| 2013-2015     | Jude Hofschneider    | Republicano   |      |
| 2015          | Ralph Torres         | Republicano   |      |
| 2015-2019     | Víctor Hocog         | Republicano   |      |
| 2019-2023     | Arnold Palacios      | Republicano   |      |
| 2023-presente | David M. Apatang     | Independiente |      |